# 卡坦氏樸麗魚
卡坦氏樸麗魚，為輻鰭魚綱鱸形目隆頭魚亞目慈鯛科的其中一種，被IUCN列為易危保育類動物，分布於非洲坦尚尼亞的淡水流域，體長可達9.9公分，棲息在中底層水域，生活習性不明。

## 擴展閱讀
維基物種上的相關：卡坦氏樸麗魚